# Euler–Lagrange-egyenlet
A matematikában és a fizikában az Euler–Lagrange-egyenlet vagy Euler-egyenlet egy differenciálegyenlet, amelynek megoldásai olyan függvények, amelyekre egy adott funkcionálnak stacionárius pontja van. Az egyenlettel először Leonhard Euler és Joseph Louis Lagrange matematikus foglalkozott.
Mivel a differenciálható funkcionáloknak stacionárius pontja van a lokális szélsőértékeiknél, így az egyenlet használható optimalizációs problémák megoldásakor, melyekben egy olyan függvényt keresünk, mely egy adott funkcionált minimalizál vagy pedig maximalizál. Analízisben hasonló elven működik a Fermat-tétel, mely kimondja, hogy amelyik pontban egy valós függvénynek lokális szélsőértéke van, abban a pontban a függvény deriváltja nulla. 
A hatáselv alapján egy erőhatás alatt álló test pályája pontosan az a pálya lesz, mely mentén a hatás stacionárius. A stacionárius pontok, melyek a rendszer mozgásegyenleteinek felelnek meg, meghatározhatóak olyan módon az Euler-Lagrange-egyenlettel, hogy azok Newton törvényeivel összeegyeztethetőek legyenek. Az egyenletnek egy rokon változata fellelhető a klasszikus térelméletben is, mely egy tetszőleges mező dinamikáját határozza meg.

## Története

Izokrón vagy más néven tautokrón görbe

Az egyenletet először Euler és Lagrange vezette le az 1750-es években, amikor az izokrón görbe matematikai leírására kerestek megoldást. Az izokrón görbe egy olyan súrlódásmentes pálya, melynek ha bármelyik pontjára egy tömegpontot helyezünk, akkor az a kezdeti elhelyezéstől függetlenül, ugyanannyi idő alatt ér a görbe végpontjába.
Az egyenlet első változata Lagrange-tól származik 1755-ből, aki azt elküldte Eulernek. Ezután együttesen továbbfejlesztették Lagrange módszerét és klasszikus mechanikai feladatok megoldására alkalmazták. Az eredményeik végül a variációszámítás területének kialakulásához vezetett.

## A tétel
Az Euler–Lagrange-egyenlet egy olyan differenciálegyenlet, amelynek megoldása egy q(t) függvény, amely az S[q] hatásfunkcionálnak:
{\displaystyle \displaystyle S[{\boldsymbol {q}}]=\int _{a}^{b}L(t,{\boldsymbol {q}}(t),{\dot {\boldsymbol {q}}}(t))\,\mathrm {d} t}
stacionárius pontja. 
Ahol:
- q, a keresett függvény, amire teljesül

{\displaystyle {\begin{aligned}{\boldsymbol {q}}\colon [a,b]\subset \mathbb {R} &\to X\\t&\mapsto x={\boldsymbol {q}}(t),\end{aligned}}}
ahol X egy n dimenziós differenciálható sokaság, q differenciálható és q(a) = xa és q(b) = xb;
- {\displaystyle {\dot {\boldsymbol {q}}}} jelöli q idő szerinti deriváltját:
{\displaystyle {\begin{aligned}{\dot {\boldsymbol {q}}}\colon [a,b]&\to T_{{\boldsymbol {q}}(t)}X\\t&\mapsto {\boldsymbol {v}}(t)={\dot {\boldsymbol {q}}}(t);\end{aligned}}}
- L pedig egy valós értékű függvény, folytonos parciális deriváltakkal:
{\displaystyle {\begin{aligned}L\colon [a,b]\times TX&\to \mathbb {R} \\(t,{\boldsymbol {q}}(t),{\dot {\boldsymbol {q}}}(t))&\mapsto L(t,{\boldsymbol {q}}(t),{\dot {\boldsymbol {q}}}(t)),\end{aligned}}}

ahol TX az X sokaság tangens nyalábja.
A S[q] hatásnak q(t) akkor és csak akkor stacionárius pontja, amennyiben az Euler–Lagrange-egyenlet
{\displaystyle {\frac {\partial L}{\partial q^{i}}}(t,{\boldsymbol {q}}(t),{\dot {\boldsymbol {q}}}(t))-{\frac {\mathrm {d} }{\mathrm {d} t}}{\frac {\partial L}{\partial {\dot {q}}^{i}}}(t,{\boldsymbol {q}}(t),{\dot {\boldsymbol {q}}}(t))=0,\quad i=1,\dots ,n}
teljesül.

## Bizonyítás egy dimenzióra
Az Euler–Lagrange-egyenlet bizonyításában olyan f függvényt keresünk, mely a következő funkcionálnak stacionárius pontja
{\displaystyle J[f]=\int _{a}^{b}L(x,f(x),f'(x))\,\mathrm {d} x\ ,}
továbbá teljesíti a f(a)=A és f(b)=B peremfeltételeket. Feltesszük, hogy L (legalább) kétszer differenciálható. Amennyiben f stacionárius pontja a J[f] funkcionálnak, akkor bármely perturbáció
{\displaystyle f+\varepsilon \eta }
amely szintúgy teljesíti az előbb megadott peremfeltételeket (tehát {\displaystyle \eta (a)=\eta (b)=0}), vagy növeli vagy csökkenti J értékét. A J funkcionálnak a perturbált függvényen felvett értékét {\displaystyle \varepsilon } függvényében a következőképp definiáljuk:
{\displaystyle \Phi (\varepsilon )=J[f+\varepsilon \eta ]=\int _{a}^{b}L(x,f(x)+\varepsilon \eta (x),f'(x)+\varepsilon \eta '(x))\,\mathrm {d} x\ .}
A {\displaystyle \Phi } függvényt deriválva a következő eredményt kapjuk meg:
{\displaystyle {\begin{aligned}{\frac {\mathrm {d} \Phi }{\mathrm {d} \varepsilon }}&={\frac {\mathrm {d} }{\mathrm {d} \varepsilon }}\int _{a}^{b}L(x,f(x)+\varepsilon \eta (x),f'(x)+\varepsilon \eta '(x))\,\mathrm {d} x\\&=\int _{a}^{b}{\frac {\mathrm {d} }{\mathrm {d} \varepsilon }}L(x,f(x)+\varepsilon \eta (x),f'(x)+\varepsilon \eta '(x))\,\mathrm {d} x\\&=\int _{a}^{b}\left[\eta (x){\frac {\partial L}{\partial {f}}}(x,f(x)+\varepsilon \eta (x),f'(x)+\varepsilon \eta '(x))+\eta '(x){\frac {\partial L}{\partial f'}}(x,f(x)+\varepsilon \eta (x),f'(x)+\varepsilon \eta '(x))\right]\mathrm {d} x\ .\end{aligned}}}
Amennyiben nincs perturbáció (azaz {\displaystyle \varepsilon =0}), {\displaystyle \Phi }-nek szélsőértéke van, tehát
{\displaystyle \left.{\frac {\mathrm {d} \Phi }{\mathrm {d} \varepsilon }}\right|_{\varepsilon =0}=\int _{a}^{b}\left[\eta (x){\frac {\partial L}{\partial f}}(x,f(x),f'(x))+\eta '(x){\frac {\partial L}{\partial f'}}(x,f(x),f'(x))\,\right]\,\mathrm {d} x=0\ .}
Az integrál alatt szereplő kifejezés második tagját parciálisan integráljuk:
{\displaystyle \int _{a}^{b}\left[{\frac {\partial L}{\partial f}}(x,f(x),f'(x))-{\frac {\mathrm {d} }{\mathrm {d} x}}{\frac {\partial L}{\partial f'}}(x,f(x),f'(x))\right]\eta (x)\,\mathrm {d} x+\left[\eta (x){\frac {\partial L}{\partial f'}}(x,f(x),f'(x))\right]_{a}^{b}=0\ .}
A peremfeltételeket (miszerint {\displaystyle \eta (a)=\eta (b)=0}) alkalmazva:
{\displaystyle \int _{a}^{b}\left[{\frac {\partial L}{\partial f}}(x,f(x),f'(x))-{\frac {\mathrm {d} }{\mathrm {d} x}}{\frac {\partial L}{\partial f'}}(x,f(x),f'(x))\right]\eta (x)\,\mathrm {d} x=0\,.}
Mivel {\displaystyle \eta } tetszőlegesen választható, az Euler–Lagrange-egyenlet a variációszámítás lemmájából következik:
{\displaystyle {\frac {\partial L}{\partial f}}(x,f(x),f'(x))-{\frac {\mathrm {d} }{\mathrm {d} x}}{\frac {\partial L}{\partial f'}}(x,f(x),f'(x))=0\,.}

## Példa
Az egyik legegyszerűbb példája az Euler–Lagrange-egyenlet alkalmazására egy olyan y(x) valós függvény keresése [a, b] intervallumon, melyre teljesül y(a)=c, y(b)=d, továbbá az y függvény görbéjének hossza a lehető legrövidebb. Egy adott függvénygörbe hosszát a következő (hatás)integrál írja le:
{\displaystyle {\text{s}}=\int _{a}^{b}{\sqrt {\mathrm {d} x^{2}+\mathrm {d} y^{2}}}=\int _{a}^{b}{\sqrt {1+y'^{2}}}\,\mathrm {d} x,}
így {\displaystyle L(x,y,y')={\sqrt {1+y'^{2}}}}. Az L függvény parciális deriváltjai a következők:
{\displaystyle {\frac {\partial L(x,y,y')}{\partial y'}}={\frac {y'}{\sqrt {1+y'^{2}}}}\quad {\text{és}}\quad {\frac {\partial L(x,y,y')}{\partial y}}=0.}.
Ezeket a deriváltakat az Euler–Lagrange-egyenletbe behelyettesítve a következő eredményt kapjuk:
{\displaystyle {\begin{aligned}{\frac {\mathrm {d} }{\mathrm {d} x}}{\frac {y'(x)}{\sqrt {1+(y'(x))^{2}}}}&=0\\{\frac {y'(x)}{\sqrt {1+(y'(x))^{2}}}}&=C={\text{const.}}\\\Rightarrow y'(x)&={\frac {C}{\sqrt {1-C^{2}}}}=:A\\\Rightarrow y(x)&=Ax+B\end{aligned}}.}
Tehát a keresett y(x) függvénynek első deriváltja konstans kell, hogy legyen. A korábban megadott peremfeltételek következtében az egyenletnek egyetlen megoldása van, mégpedig az a és b pontokat összekötő lineáris függvény.

## Fordítás
Ez a szócikk részben vagy egészben  az   Euler–Lagrange equation című angol Wikipédia-szócikk fordításán alapul.  Az eredeti cikk szerkesztőit annak laptörténete sorolja fel. Ez a jelzés csupán a megfogalmazás eredetét és a szerzői jogokat jelzi, nem szolgál a cikkben szereplő információk forrásmegjelöléseként.